# Fachmarkt
Ein Fachmarkt ist ein großflächiges, modernes Einzelhandelsgeschäft. Diese Betriebsform des Einzelhandels führt in erster Linie Sortimente im Non-Food-Bereich mit Betonung der Sortimentstiefe, wobei der einzelne Fachmarkt auf Waren einer Branche spezialisiert ist (z. B. Elektro, Bekleidung, Autozubehör, Do-it-Yourself, Möbel, Spielzeug, Tiernahrung usw.).
Angesiedelt waren die Fachmärkte in ihrer Entstehungszeit Mitte der 1980er Jahre meistens an peripheren Standorten von Städten (z. B. in Gewerbegebieten) mit guter Verkehrsanbindung und großzügigem Parkplatzangebot.
Dadurch unterschied sich ein Fachmarkt vom herkömmlichen Fachgeschäft, das traditionell Innenstadtlagen (City) bevorzugt. Der wesentliche Unterschied ist aber, dass ein Fachmarkt wie ein Supermarkt darauf setzt, dass sich die Kunden wie auf einem traditionellen Markt in der Regel selbst orientieren. 
Die Motivation, auf die Grüne Wiese zu gehen, ergab sich hauptsächlich aus günstigeren Mietpreisen als in den Innenstadtlagen (bezogen auf den Quadratmeter) und aus der Möglichkeit, durch einfache Bauweise günstig und großflächig (bezüglich Verkaufsfläche und Parkplätze) zu bauen. Hierdurch, aber auch durch eine effizientere Organisation, können Produkte günstiger angeboten werden als von traditionellen Einzelhandelsformaten (insbesondere Fachgeschäfte).